# Осауленко Олександр Григорович
Олекса́ндр Григо́рович Осау́ленко — доктор наук з державного управління, професор, академік Національної академії наук України, заслужений економіст України, державний службовець 1-го рангу, ректор Національної академії статистики, обліку та аудиту.
Життєпис
Дитинство та юність
Народився 2 січня 1951 року на Черкащині в селі Матвіївка Чорнобаївського району. У 1952 році його батьки переїхали на постійне місце проживання в с. Жовтневе Семенівського району Полтавської області. У цьому селі пройшли дитинство та шкільні роки Олександра Григоровича. Закінчив на відмінно з похвальним листом восьмирічну школу, а надалі із золотою медаллю середню школу №2 .
Освіта і наука
1974 р. — закінчив Київський інститут народного господарства ім. Д. С. Коротченка (нині — Київський національний економічний університет імені Вадима Гетьмана) за спеціальністю «Організація механізованої обробки економічної інформації», отримав кваліфікацію "Інженер-економіст".
1974 — 1980 рр. — інженер, старший інженер, завідувач бюро, завідувач відділом інформаційно-обчислювального центру Науково-технічного об'єднання «Міськсистемотехніка» Київського міськвиконкому.
1980 р. — закінчив аспірантуру без відриву від виробництва в Київському інституті народного господарства ім. Д. С. Коротченка.
1980 — 1987 рр. — завідувач відділом, заступник начальника Обчислювального центру Статистичного управління м. Києва.
1983 р. — присуджено науковий ступінь кандидата економічних наук в Київському інституті народного господарства ім. Д. С. Коротченка за результатами захисту дисертації на тему «Методические основы создания территориальных информационно-диспетчерских служб вычислительных центров (на примере г. Киева)».
1987 — 1994 рр. — перший заступник начальника, начальник Київського міського управління статистики.
1994 — 1996 рр. — заступник, перший заступник Міністра статистики України.
1996 — 1997 рр. — Міністр статистики України.
1997 р.  — присвоєно 1-й ранг державного службовця.
1997 — 2010 рр. — Голова Державного комітету статистики України.
2002 р. — присуджено науковий ступінь доктора наук з державного управління в Національній академії державного управління при Президентові України [Архівовано 17 січня 2022 у Wayback Machine.] за результатами захисту дисертації на тему «Моделювання та управління сталим соціально-економічним розвитком».
2002 р. — присвоєно вчене звання професора кафедри статистики.
2009 р. — обраний членом-кореспондентом НАН України за спеціальністю «Статистика».
2010 — 2014 рр. — Голова Державної служби статистики України [Архівовано 23 січня 2013 у Wayback Machine.].
із 2014 р. — ректор Національної академії статистики, обліку та аудиту [Архівовано 9 грудня 2019 у Wayback Machine.].
2024 р. — обраний академіком Національної академії наук України за спеціальністю «Статистика».

## Членство в організаціях
- Член бюро Відділення економіки НАН України.
- Головний редактор вітчизняних фахових видань: науково-інформаційного журналу «Статистика України» та збірника наукових праць «Науковий вісник Національної академії статистики, обліку та аудиту», член редколегії журналу «Економіка України».
- Член редакційних колегій закордонних журналів «Statistics in Transition», «Transborder Economics».
- Голова Спеціалізованої вченої ради Д 26.870.01 у Національній академії статистики, обліку та аудиту.
- Голова Вченої ради Національної академії статистики, обліку та аудиту.

## Наукові результати
Під його науковим керівництвом захищено 8 докторських та низка кандидатських дисертацій.
Автор понад 260 наукових праць, у тому числі 35 монографій (із них 8 одноосібних і 10 за його науковою редакцією) та навчальних посібників, основні з яких:
1.   Оsaulenko О., Vasechko О., Grun-Rehomme М., Kobylynska Т. The Statistical Assessment of Sustainable Development: Some Key Dimensions: monograph; O. Osaulenko (Ed.). Kyiv: «August Trade» Ltd, 2023. 237 p.
2.   Assessment of Quality of Life in Ukraine on the Basis of Subjective Indicators of Well-being: monograph = Оцінка якості життя в Україні на основі суб’єктивних показників добробуту: монографія. Libanova E., Osaulenko O. etal. Warshaw. RSGlobal. 2020. 361 p.
3.   Статистика зміни клімату: європейський досвід та національна оцінка: монографія. Осауленко О.Г., Кобилинська Т. В. Київ: ТОВ «Август-Трейд». 2020. 344 с.
4.   Осауленко О.Г. Офіційна статистика в системі національної інформаційної безпеки: монографія. К.: ТОВ «Август Трейд», 2017. 367 с.
5.   Статистичний словник / за ред. О.Г. Осауленка. К.: ДП «Інформаційно-аналітичне агентство», 2012. 498 с.
6.   Осауленко О. Г. Національна статистична система: стратегічне планування, методологія та організація: монографія. К.: ДП «Інформаційно-аналітичне агентство», 2008. 415 с.
7.   Перший Всеукраїнський перепис населення: історичні, методологічні, соціальні, економічні, етнічні аспекти / Державний комітет статистики України, Інститут демографії та соціальних досліджень НАН України; колектив авторів. К.: ІВЦ Держкомстату України, 2004. 558 с.
8.   Осауленко О. Г. Інформаційне забезпечення державного управління сталим розвитком: монографія. К., 2001. 72 с.
9.   Осауленко О. Г. Сталий соціально-економічний розвиток: моделювання та управління: монографія. К. ІВЦ Держкомстату України, 2000. 176 с.

## Відзнаки та нагороди
- Орден князя Ярослава Мудрого V ступеня;
- Ордени «За заслуги» І, ІІ та III ступенів;
- Медаль «В пам'ять 1500-річчя Києва»;
- Почесне звання «Заслужений економіст України»;
- Подяка Президента України;
- Почесна грамота Кабінету Міністрів України;
- Подяка Кабінету Міністрів України;
- Нагрудний знак «Почесний працівник статистики України»;
- Відзнака Національної академії наук України «За підготовку наукової зміни»;
- Пам’ятна відзнака на честь 100-річчя Національної академії наук України;
- Низка відзнак державних установ України та інших країн, громадських і церковних організацій;
- Почесний громадянин Семенівщини Полтавської області;
- Нагородна зброя.

## Основні професійні досягнення
Осауленко О.Г. відомий в Україні та за кордоном урядовець і вчений у сфері статистики та інформаційного забезпечення державного управління. Протягом понад 18 років очолював систему державної статистики України як Міністр статистики, Голови Державного комітету статистики, Голови Державної служби статистики.
Одночасно під його керівництвом створена школа сучасної національної статистичної науки, яка напрацювала і забезпечила практичне запровадження теоретико-методологічних засад вирішення проблеми переходу державної статистики України на міжнародні та європейські стандарти у цій сфері.
Розробив і запровадив систему управління державною статистикою, яка базується на принципах стратегічного планування. Під його керівництвом були підготовлені та успішно реалізовані чотири послідовні (з 1998 по 2017 рр.) перспективні програми розвитку державної статистики України.
Безпосередньо керував розробкою і був одним із співавторів комплексу методологічних положень зі статистики та низки національних статистичних класифікацій, на основі яких на сьогодні побудована система державних статспостережень.
Був ініціатором розробки і одним із авторів Законів України «Про державну статистику», «Про Всеукраїнський перепис населення», «Про сільськогосподарський перепис» та низки інших базових нормативно-правових актів, що регулюють сферу державної статистики в Україні.
Під його безпосереднім керівництвом був підготовлений та проведений у 2001 р. перший і на сьогодні єдиний  Всеукраїнський перепис населення, результати якого отримали позитивну оцінку як в Україні, так і на міжнародній арені.
Результати реформування державної статистики України високо оцінені міжнародними статистичними організаціями, за підсумками глобальної оцінки, проведеної експертною комісією Євростату та ЄЕК ООН у 2016р., було визнано, що українська статистика на той момент в основному вже відповідала нормативам та стандартам Європейського Союзу.
Низка наукових робіт Осауленка О.Г. присвячена вирішенню проблем інформаційного забезпечення державного регулювання та моніторингу досягнення цілей сталого розвитку, а також інформаційної безпеки  в державній статистиці, як одному із базових елементів системи національної інформаційної безпеки в цілому.
Олександр Григорович Осауленко є відомим організатором економіко-статистичної науки, ним зроблено значний внесок у розбудову інфраструктури цієї сфери в Україні. Так, він був одним із авторів ідеї і організаторів створення спільно з НАН України Інституту демографії та соціальних досліджень, за його ініціативи і під безпосереднім керівництвом створено Національну академію статистики, обліку та аудиту. Наразі ці заклади є базовими на відповідних напрямках вітчизняної науки і освіти.
Він є визнаним міжнародним експертом у сферах статистики та інформаційного забезпечення державного управління, був два терміни офіційним представником України у Статистичній комісії ООН, представником у Комісії ООН з народонаселення і розвитку, тричі обирався членом Бюро Конференції європейських статистиків.

## Особисте життя
- Одружений, має двох дочок та сина.
- Захоплення: карате, теніс.